# Encina de los Perros
La encina de los Perros es un árbol singular de gran porte perteneciente a la especie Quercus ilex que se encuentra junto a la aldea del Álamo, en el término municipal de El Madroño (provincia de Sevilla). Fue declarado monumento natural por la Junta de Andalucía en el año 2005. En julio de 2004 se había salvado del incendio de Riotinto, que arrasó casi 30.000 hectáreas entre las provincias de Sevilla y Huelva.
La Encina de los Perros se encuentra en la comarca del Corredor de la Plata, en un ambiente natural donde predomina un paisaje adehesado de sierras alomadas de encinas, bastante abierto, con algunos eucaliptos rojos como acompañantes (Eucalyptus camaldulensis). Destaca de este ejemplar su gran tronco y la extensa copa sostenida por cuatro ramas maestras, que proyecta una sombra de más de 600 m². Su fuste se ramifica a 3 metros y la circunferencia resultante en la base supera los 8 metros.

## Características
- Altura total: 16,50 m
- Altura del fuste: 3,00 m
- Perímetro (a 1,30 m): 4,30 m
- Perímetro en la base. 8,50 m
- Diámetro de copa: dirección N-S: 27,00 m
- dirección E-W: 28,50 m
- Proyección de la copa. 604,37 m²